# AZ Tower (висотний будинок)
AZ Tower — висотний будинок у Брно, Чехія, збудований у 2013 році. Висота будівлі складає 111 метрів, це найвища споруда на території Чехії.